# Anabolia appendix
Anabolia appendix är en nattsländeart som först beskrevs av Georg Ulmer 1905.  Anabolia appendix ingår i släktet Anabolia och familjen husmasknattsländor. Inga underarter finns listade i Catalogue of Life.